# لاکس لیک (مینه‌سوتا)
لاکس لیک (به انگلیسی: Lax Lake) یک منطقهٔ مسکونی در ایالات متحده آمریکا است که در شهرستان لیک، مینه‌سوتا واقع شده‌است. لاکس لیک ۲۰ نفر جمعیت دارد و ۳۹۱٫۰۶ متر بالاتر از سطح دریا واقع شده‌است.